# Birstein
Birstein è un comune tedesco di 6 203 abitanti situato nel land dell'Assia.